# Pastor aeternus

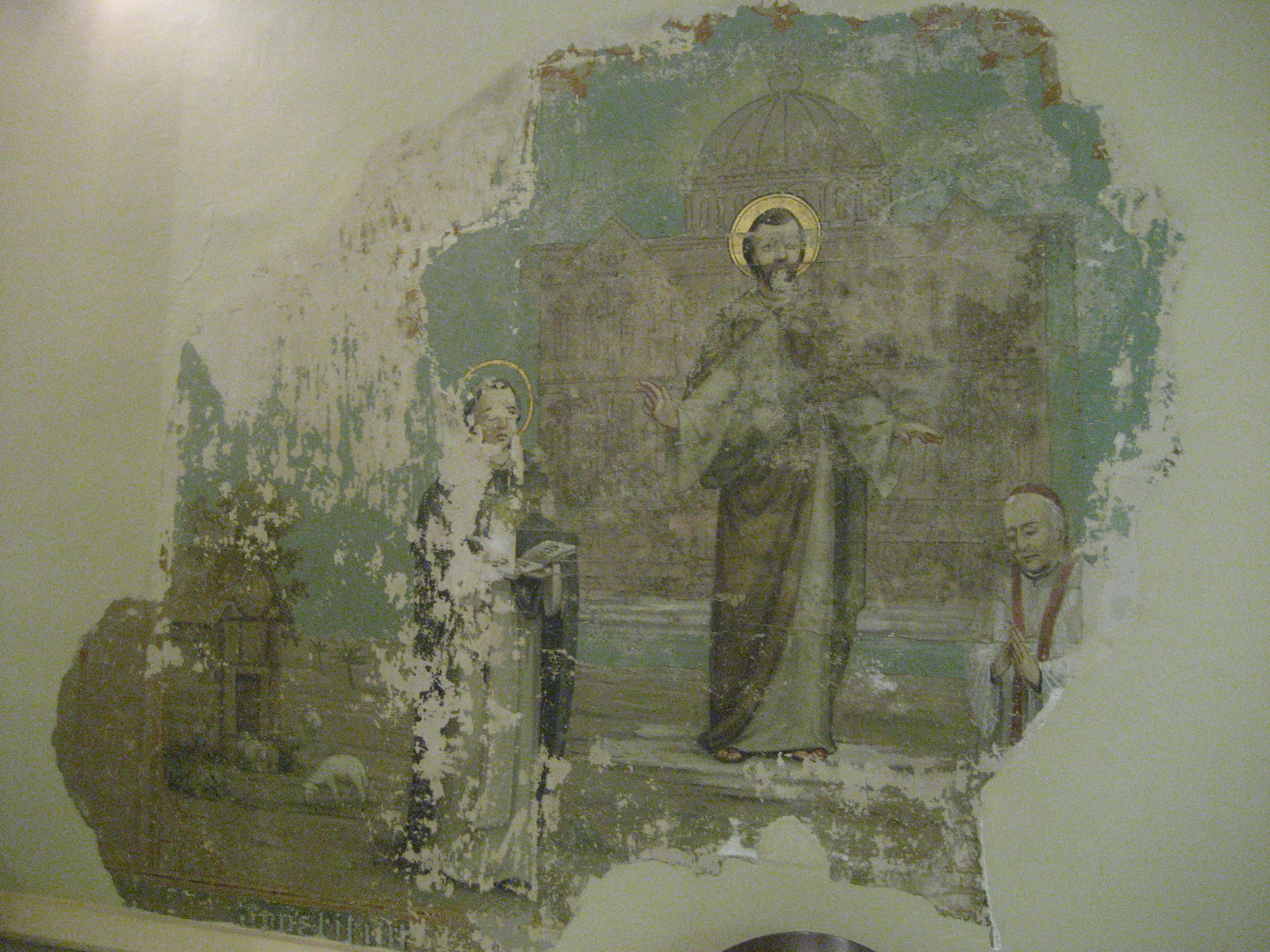
Рисунок, посвящённый папской непогрешимости. Слева направо: Фома Аквинский, Христос и Пий IX. (Ворсхотен, 1870)

Pastor aeternus (с лат. — «Пастырь Вечный») — догматическая конституция, изданная 18 июля 1870 года папой Пием IX на Первом Ватиканском соборе. Документ касается юрисдикционного примата папы в Церкви и его авторитета в вопросах веры и нравственности.

## Предпосылки
В Новое время, в условиях снижения политического влияния римского престола в Европе в Католической церкви появились новые концепции трактовки папского первенства. Во Франции большое распространение получила новая идея соборности, т. н. галликанизм, в Германии — фебронианизм, в Австрии — иозефинизм. Ответом на эти попытки ограничения папской власти в церквах европейских государств, стала идеология ультрамонтанства. Во многом некоторые идеи ультрамонтанства были воплощены в постановлениях Первого Ватиканского собора (1869—1870 годы). Фактически на соборе догматической конституцией «Pastor aeternus» был утверждён догмат о непогрешимости папы в вопросах веры и нравственности.

## Содержание
В первой главе конституции со ссылкой на новозаветные тексты (Ин. 21:15—17, Мф. 16:16—19) говорится о «непосредственном и прямом» (лат. immediate et directe) даровании апостолу Петру юрисдикционного первенства с целью быть «видимым главой всей воинствующей Церкви». Во второй главе, авторы ссылаясь на западных Отцов Церкви утверждают преемство и непрерывность (лат. perpetuitate) власти римских понтификов от апостола Петра. Третья глава «Pastor aeternus», со ссылкой на решение Флорентийского собора, утверждает «полную и верховную власть юрисдикции [папы] над вселенской Церковью», провозглашая анафему тем, кто с этим не согласен. В четвёртой главе провозглашается догмат о папской непогрешимости в вопросах веры и нравственности, которое он может утверждать официальным образом.

## Реакция
Часть католического духовенства и верующих не согласились с решениями Первого Ватиканского собора и богословским содержанием конституции «Pastor aeternus». Католики, не принявшие догмат, введённый Первым Ватиканским собором образовали старокатолические церковные общины. С точки зрения протестантов, принятие «Pastor aeternus», фактически закрыло возможность достижения согласия с Римско-католической церковью по поводу папского первенства. Данная проблема неоднократно обсуждалась в ходе различных раундов Лютеранско-католического богословского диалога.
Третья и четвёртая главы «Pastor aeternus» вызвали негативную реакцию со стороны Восточных католических церквей, хотя в конечном итоге они были приняты ими. Против нововведений конституции выступили пятнадцать восточнокатолических епископов во главе с патриархом Мелькитской греко-католической церкви Григорием II Юсефом, особенно обращая внимание на недопустимость анафемы для восточных христиан. В ходе соборных дискуссий, 18 января 1870 года они призвали папу Пия IX оставаться верным решениям Флорентийского собора, усматривая в догмате о непогрешимости папы угрозу чрезмерной централизации власти в церкви. В конечном итоге в феврале 1871 года Григорий II, согласился с соборными решениями, особо подчеркнув необходимость сохранения всех прав и привилегий (лат. salvis omnibus juribus et privilegiis patriarchum) униатских патриархов, гарантированных папской буллой о Флорентийской унии.
В главном экклезиологическом документе «Lumen Gentium» Второго Ватиканского собора со ссылкой на конституцию «Pastor aeternus» было подтверждено учение об установлении, непрерывности, значении и смысле священного Первенства Римского понтифика и о его безошибочном учительстве, а папа назван «Преемником Петра, Наместником Христа и зримым Главой всей Церкви».